# Каменный Буерак (Волгоградская область)
Каменный Буерак — упразднённый хутор входивший в состав городского округа город-герой Волгоград Волгоградской области. В 2010 году включен в состав Дзержинского района города Волгограда.

## История
Основан в 1828 году как посёлок крещёных калмыков Малодербетовского улуса. Также был известен как Калмыцкая колония. Земельный надел — 277 десятин. Также хутору было отведено 2002 десятины земли государственных имуществ «Калмыцкая оброчная статья в беспереоброчном содержании хутора». Хутор относился к Отрадинской волости Царицынского уезда Саратовской губернии. В 1894 году в хуторе имелось 12 дворов, проживало 68 душ крещёных калмыков и православных русских крестьян. Жители занимались хлебопашеством и работали на железной дороге, калмыки были приписаны к казачьему войску и занимались также отгонным скотоводством.
В 1919 году в составе Царицынского уезда хутор включён в состав Царицынской губернии.
С 1935 года в составе — Песчанского района Сталинградского края (с 1936 года — Сталинградская область), с 1938 года — Городищенского района. В 1958 году включен в состав Гумракского сельсовета (с 1959 года — Гумракский поссовет). Дата передачи в подчинение Волгоградского горсовета не установлена. В 2010 году лишен статуса населённого пункта.

## Население
Динамика численности населения по годам:
| 1862 | 1883 | 1894 | 1898 | 1911 | 1987 | 2002 |
| 147  | 42   | 68   | 63   | 80   | ≈ 40 | 39   |